# Mieste
Mieste ist ein Ortsteil der gleichnamigen Ortschaft der Hansestadt Gardelegen im Altmarkkreis Salzwedel in Sachsen-Anhalt, Deutschland.

## Geographie

### Lage
Mieste, ein Straßenangerdorf mit Kirche, liegt 14 Kilometer südwestlich der Stadt Gardelegen und 17 Kilometer nordöstlich von Oebisfelde in der Altmark zwischen dem Drömling und der Colbitz-Letzlinger Heide.
Die Mieste umgebenden landwirtschaftlichen Flächen sind mit durchschnittlich 37 Bodenpunkten nur mäßig ertragreich. Im Osten des Dorfes fließt die Sichauer Bäke nach Süden.
Nachbarorte sind Miesterhorst im Südwesten, Peckfitz im Nordwesten, Siems im Norden, Sichau im Nordosten sowie Wernitz und Sachau im Osten.

### Ortschaftsgliederung
Zur Ortschaft gehört neben Mieste der Ortsteil Wernitz.
Zu Mieste gehören die Kolonien Breiteiche, Himmelreich, Hopfenhorst, Krügerhorst, Lenz und Werder. Die Kolonie Lenz liegt östlich an der Bundesstraße 188 zwischen Mieste und Miesterhorst. Die Kolonien Breiteiche und Hopfenhorst liegen im Süden des Dorfes, Krügerhorst und Werder im Südwesten, die Kolonie Himmelreich hingegen liegt nördlich.

## Geschichte

### Mittelalter bis Neuzeit
In der Fehdezeit 1414/15 wurden vsz dem dorfe myest Schafe und Rindvieh gestohlen, so ist es in den Schadensrechnungen des Markgrafen Friedrich I. überliefert. Weitere Nennungen sind 1471 Myst, 1541 Myst, 1687 Miest.
Die Dorfanlage von Mieste wechselte im Lauf der Geschichte ihr Erscheinungsbild. War sie anfangs rund, wurde sie nach einem großen Brand im Jahr 1808 geradlinig aufgebaut und erweitert.
1871 erfolgte der Anschluss an das Eisenbahnnetz. Die einstmals landwirtschaftlich ausgerichtete Infrastruktur wandelte sich im Laufe des 20. Jahrhunderts in einen Ort mit vielen Handwerks- und Gewerbefirmen.
Im Jahre 1923 hatten Bauern aus der Umgebung in Mieste eine Kartoffelflockenfabrik errichtet, die mit einer Jahresverarbeitung von 5.000 Tonnen die über den Verbrauch erzeugte Kartoffelmenge zu Flocken verarbeitete. 1944 musste sie kriegsbedingt schließen.
Vermutlich im 18. Jahrhundert entstand Miesterhorst als Kolonie von Mieste auf einem der Horste im Drömling.

### Herkunft des Ortsnamens
Franz Mertens leitet den Namen 1420 myest, myste vom dravänischen „müöst“ oder „müst“ für „Dammstraße, Knüppeldamm, Brücke“ ab. Es interpretiert es als „Weg durch den Drömling“. Der Drömling war bis zu seiner Trockenlegung im 18. und 19. Jahrhundert eine unzugängliche Sumpfniederung.

### Ersterwähnung 959
Max Ebeling schrieb 1889: „In einer Urkunde von 959 wird des Dorfes Mösde (=Mieste?)… gedacht.“ In einer Schenkung von Besitzungen in Buxtehude von König Otto I. am 2. Juli 959 an die Stiftskirche in Magdeburg wird Besitz in Helinge et Moside erwähnt. Samuel Walther vermutete 1737, das sei ein Dorf Mösde, das seinerzeitige Miest. Er meinte außerdem, Caspar Sagittarius habe den Ort als falsch als Mortzan gedeutet.
Daher interpretieren manche die Nennung 959 Mösde als erste Erwähnung des Dorfes Mieste.

### Eingemeindungen
Mieste gehörte ursprünglich zum Salzwedelischen Kreis. 1807 bis 1813 gehörte es zum Kanton Mieste auf dem Territorium des napoleonischen Königreichs Westphalen. Als nach dem Wiener Kongress in Preußen die Kreisverwaltung reformiert wurde, kam Mieste 1818 in den Kreis Gardelegen, den späteren Landkreis Gardelegen.
Die Gemeinde wurde am 25. Juli 1952 in den neuen kleineren Kreis Gardelegen umgegliedert. Am 15. März 1974 wurde die Gemeinde Wernitz aus dem Kreis Gardelegen in die Gemeinde Lindstedt eingemeindet. Nach Auflösung des Kreises Gardelegen kam die Gemeinde Mieste am 1. Juli 1994 zum Altmarkkreis Salzwedel.
Für einige Jahre war Mieste Sitz der Verwaltungsgemeinschaft Mieste mit zehn Gemeinden, ehe sie 2005 in der neugebildete Verwaltungsgemeinschaft Südliche Altmark aufging. Zum 1. Januar 2011 wurden die Gemeinde Mieste und die 17 weiteren Mitgliedsgemeinden der VWG Südliche Altmark aufgelöst und per Landesgesetz nach Gardelegen eingemeindet.

### Einwohnerentwicklung
| Jahr | Einwohner |
| ---- | --------- |
| 1734 | 306       |
| 1774 | 372       |
| 1789 | 443       |
| 1798 | 407       |
| 1801 | 419       |
| 1818 | 546       |

| Jahr | Einwohner |
| ---- | --------- |
| 1840 | 0755      |
| 1864 | 0955      |
| 1871 | 0862      |
| 1885 | 1148      |
| 1895 | 1051      |
| 1905 | 1185      |

| Jahr | Einwohner |
| ---- | --------- |
| 1925 | 1617      |
| 1910 | 1559      |
| 1939 | 1821      |
| 1946 | 2671      |
| 1964 | 2446      |
| 1981 | 2609      |

| Jahr | Einwohner |
| ---- | --------- |
| 1993 | 2531      |
| 2006 | 2276      |
| 2012 | [0]1931   |
| 2017 | 1944      |
| 2021 | [0]1905   |
| 2022 | [0]1891   |

Quelle bis 2006, wenn nicht angegeben:

## Religion
- Die evangelische Kirchengemeinde Mieste gehörte früher zusammen mit Miesterhorst und Sichau zur Pfarrei Mieste.[18] Im Jahre 2003 wurden die Kirchengemeinden mit Dannefeld zum Kirchspiel Mieste zusammengelegt, das heute vom Pfarrbereich Mieste im Kirchenkreis Salzwedel im Propstsprengel Stendal-Magdeburg der Evangelischen Kirche in Mitteldeutschland betreut wird.[19]
- Die ältesten überlieferten Kirchenbücher für Mieste stammen aus dem Jahre 1634.[20]
- Die katholischen Christen gehören zur 1947 errichteten Kuratie Mieste mit der Kirche St. Elisabeth.[21] Sie werden von der Pfarrei St. Hildegard in Gardelegen im Dekanat Stendal im Bistum Magdeburg versorgt.[22]

## Politik

### Bürgermeister
Steffen Rötz ist seit Ende September 2022 Ortsbürgermeister, nachdem Andy Neubauer sein Amt Ende August 2022 nach drei Jahren Amtszeit niedergelegt hatte.
1990 bis 1994 war Horst Hacke Bürgermeister vom Mieste, von 1994 bis 2008 Dirk Schütze. Letzter Bürgermeister der ehemals selbstständigen Gemeinde Mieste war Kai-Michael Neubüser (CDU).

### Ortschaftsrat
Die Ortschaftsratswahl am 26. Mai 2019 lieferte die folgende Sitzverteilung.
- Wählergemeinschaft Feuerwehr, 4 Sitze
- CDU, 2 Sitze
- Freie Liste, 1 Sitz

Es wurden sieben Männer als Räte gewählt.

### Wappen
Das Wappen wurde vom Heraldiker Uwe Reipert gestaltet.
Wappenbeschreibung
„In Grün ein stehender golden bewehrter silberner Reiher zwischen zwei im Wellenschnitt gespaltenen Flanken, die vordere von Schwarz und Gold, die hintere von Gold und Schwarz.“

## Kultur und Sehenswürdigkeiten
- Die Heimatstube ist ein 2011 eröffnetes Traditionszimmer im Obergeschoss der Miester Touristinformation des Fremdenverkehrsvereins Mieste e. V.

### Kirchen

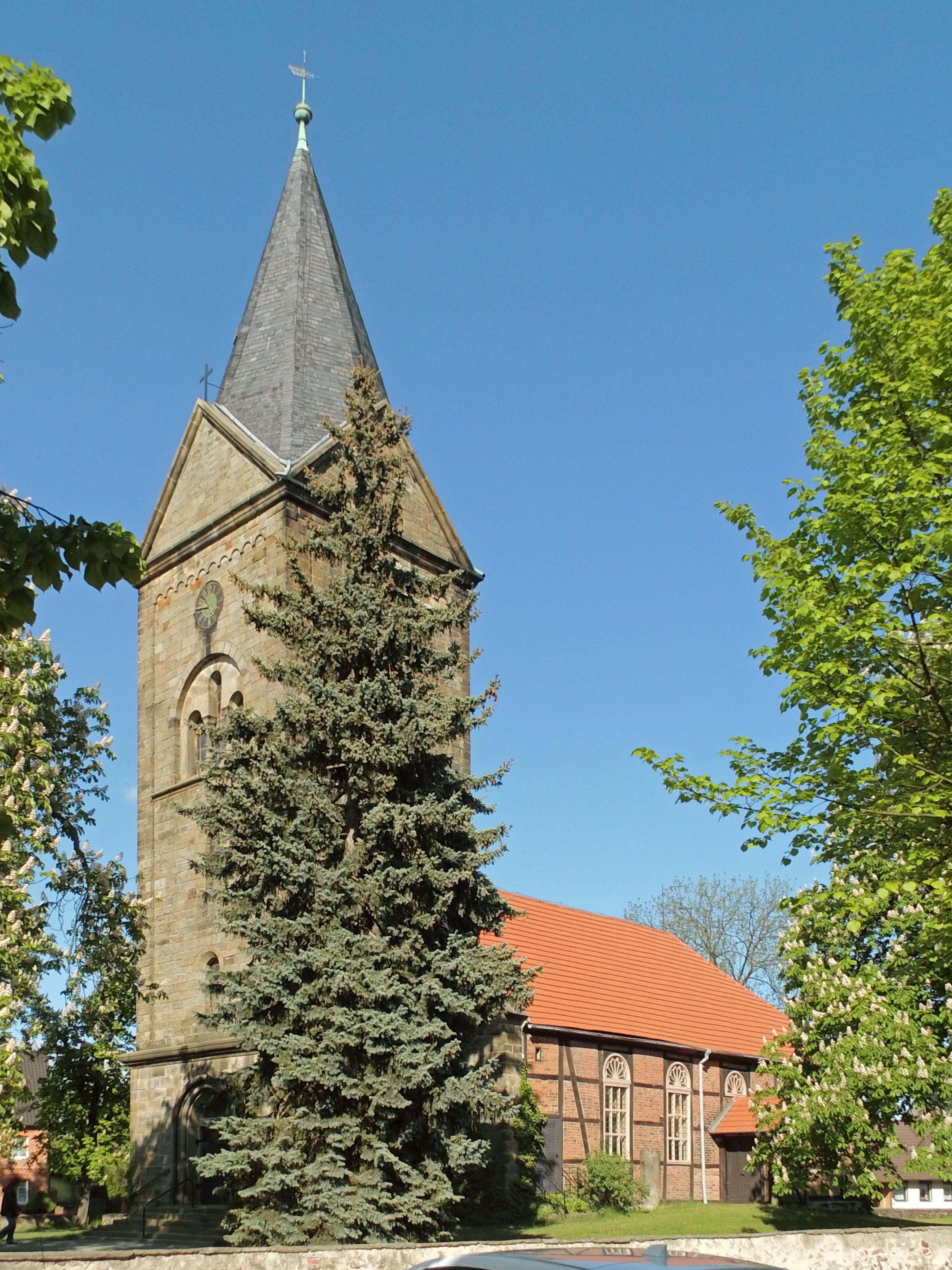
Evangelische Dorfkirche Mieste

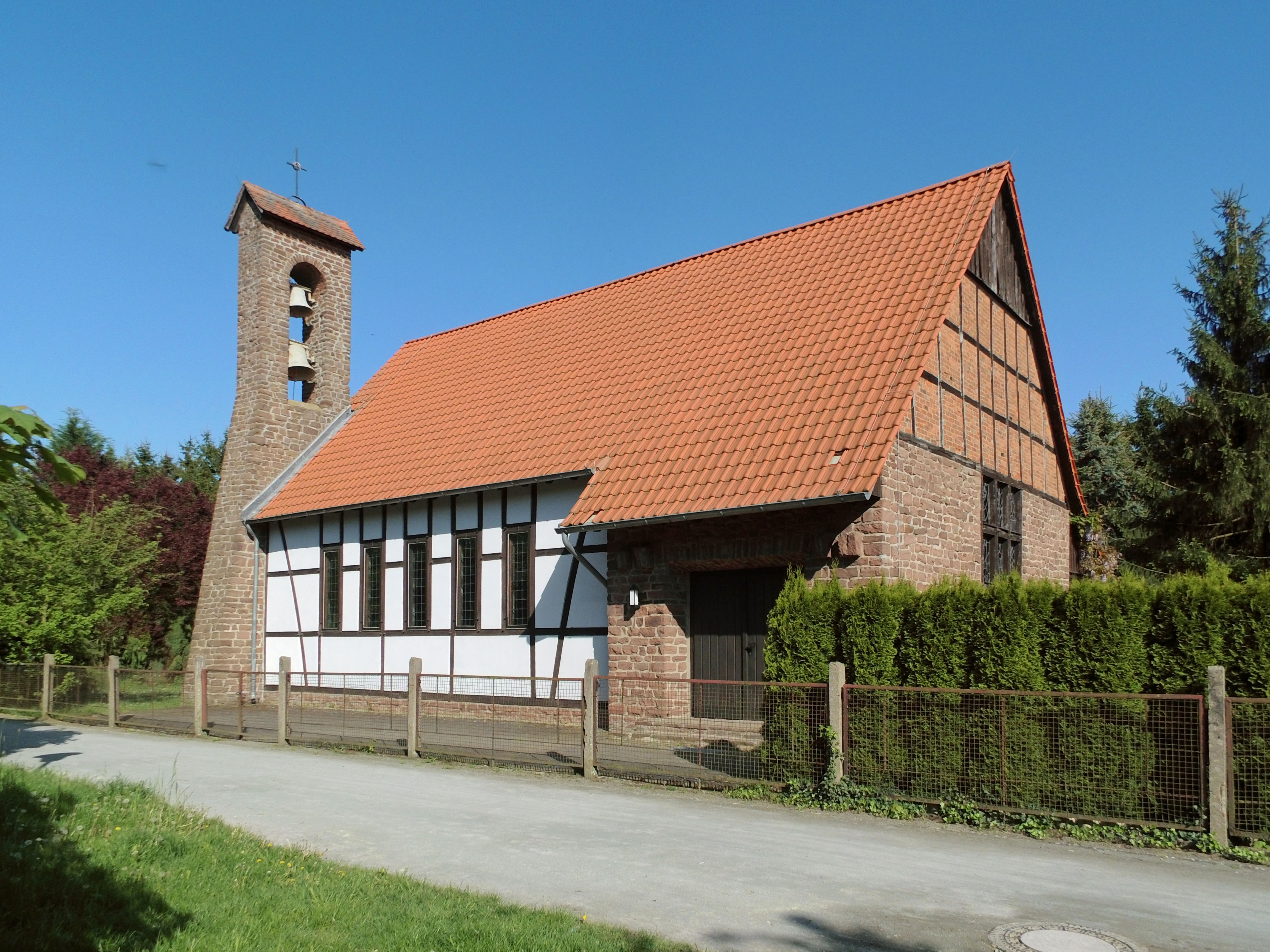
Katholische Kirche St.-Elisabeth

- Die evangelische Dorfkirche Mieste ist ein rechteckiger Fachwerkbau aus dem 19. Jahrhundert mit einem überproportionierten Sandsteinturm von 1884 in Form der rheinischen Romanik.[26]
- Die katholische St.-Elisabeth-Kirche von 1959,[21] ein Fachwerkhaus mit einem Turm,[27] ist an einem Seitenweg der Riesebergstraße gelegen.

### Gedenkstätten und Denkmale

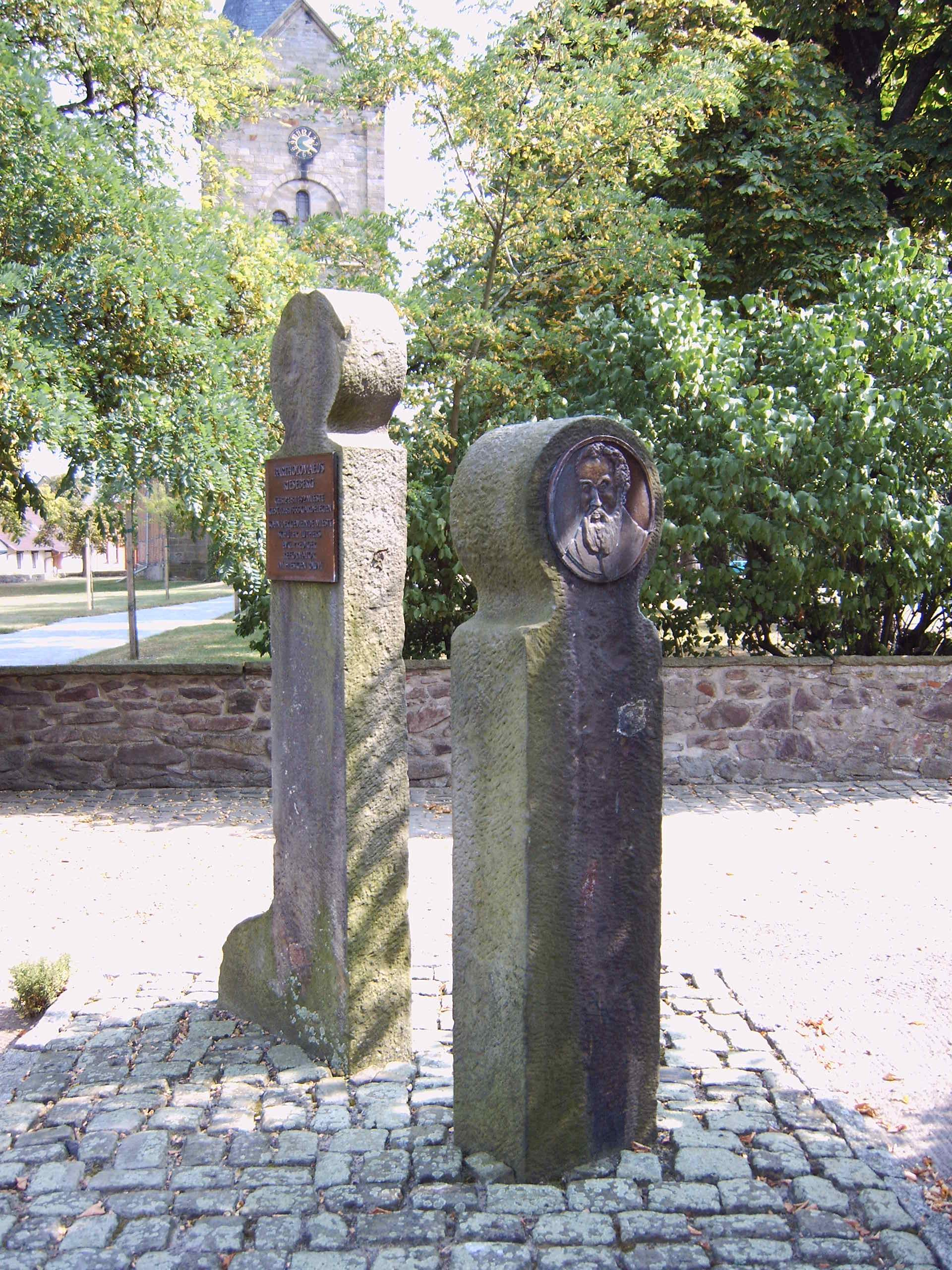
Rieseberg-Denkmal

- Ortsfriedhof befindet sich am südwestlichen Ortsausgang.
- Auf dem Ortsfriedhof steht eine Grabanlage mit Gedenkstein für mehr als 80 KZ-Häftlinge, die im April 1945 bei Räumungstransporten und Todesmärschen aus dem KZ-Außenlager Hannover-Stöcken und aus mehreren Außenlagern des Konzentrationslagers Mittelbau-Dora, die im Zusammenhang mit dem Massaker von Gardelegen stehen, von SS-Männern ermordet wurden.
- Auf dem Friedhof steht ein Denkmal für die Gefallenen des Zweiften Weltkrieges in Form von Wänden aus Natursteinen.[28]
- Vor der Kirche Mieste steht ein von Hermann Hosaeus gestaltetes Denkmal für die Gefallenen des Ersten Weltkrieges in Form eines Sarkophags mit aufgesetztem Nischenarkade mit einer trauernden Frau und einem Soldaten.[28][29]
- Nahe der Kirche befindet sich ein Denkmal für Bartholomaeus Rieseberg.

### Gebäude
- Das zweigeschossige neoklassizistische Schulgebäude entstand im Jahre 1956.[29]

## Wirtschaft und Infrastruktur
Mieste liegt an der Bundesstraße 188 (Burgdorf – Wolfsburg – Stendal – Rathenow). Der Bahnhof des Ortes liegt an der Bahnstrecke Berlin–Lehrte und wird meist im Stundentakt von der Regionalbahn-Linie Stendal–Wolfsburg bedient. Die in Salzwedel ansässige Personenverkehrsgesellschaft Altmarkkreis Salzwedel mbH (PVGS) betreibt den öffentlichen Linienverkehr in der Kernstadt Gardelegen und dem Ortsteil Mieste.
Etwa 6 km südlich des Ortes verläuft der Mittellandkanal, die nächste Umschlagsstelle für Schiffsfracht befindet sich in Calvörde.

## Sagen aus Mieste
Der Sprachwissenschaftler Philipp Wegener hat Sagen, Märchen, Zauber und Festtagsbräuche auch im Dorf Mieste gesammelt und 1880 veröffentlicht. Er berichtet von Hexen, Kobolden und Sprüchen.

### Die Mahr
Die Mahr, Marte oder der Nachtalb ist ein Sagenwesen, dass in der Nacht auf Menschen lastet. Philipp Wegener überlieferte diese Sage: Ein Mann in Mieste hat Martendrücken gehabt. Da hat er einmal zufällig das Loch gefunden, durch das die Marte hineinkommt. Es war ein Bohrloch, in das der Zimmermann vergessen hatte, einen Nagel zu schlagen. Er passte nun auf, bis die Marte wiederkam. Als sie im Hause war, machte er das Loch schnell zu. So konnte sie nicht mehr fort. Es ist seine Liebste aus Amerika gewesen. Er hat sie geheiratet und mit ihr Kinder gehabt. Aber einmal, beim Mistauswerfen, ist das wieder geöffnet worden und die Frau war auf immer verschwunden. Nur jeden Sonntagmorgen hat ein weißes Hemd vor dem Bett der Kinder gelegen.

### Der Schatz im Schnipp
Der Lehrer Lehrmann überlieferte 1908 im „Altmärkischen Sagenschatz“ diese Sage: Ein Haus im Dorf trägt den Namen „Schnipp“. Tief unten im Keller liegt ein Schatz an Gold und Silber verborgen. Den Schatz heben kann nur, wer im Keller drei volle Tage und Nächte wachend zubringt. Einige Wagemutige haben es versucht, aber jedes Mal brachten ihnen unterirdische Geister ein Buch, in welchem sie lesen sollten. Sobald sie dies taten, schliefen sie ein. Anschließend kamen die Gestalten wieder und führten sie hinweg, so dass sie nicht wieder gesehen wurden.

## Persönlichkeiten
In Mieste sind geboren:
- Bartholomaeus Rieseberg (1492–1566), evangelischer Theologe, Schüler Martin Luthers und Reformator in der Altmark
- Karl Ludolf Friedrich Lachmann (1756–1823), Pädagoge und Theologe, wichtiger Vertreter der Industrieschulbewegung
- Joachim Kummert (1834–1914), deutscher Politiker
- Adolf Matthias Hildebrandt (1844–1918), deutscher Genealoge, Heraldiker und Publizist
- Wilhelm Neumann (1929–2022), Agrarwissenschaftler
- Horst Hacke (* 1949), Politiker der CDU